# Geneviève Gobillot
Pour les articles homonymes, voir Gobillot.
Geneviève Gobillot est une islamologue française, professeur de civilisation arabo-musulmane à l'université Lyon III Jean Moulin depuis 1993, spécialiste de la mystique musulmane, du chiisme et du soufisme, en particulier chez Al-Hakim al-Tirmidhi, auteur du Xe siècle. Ses travaux portent également sur la lecture intertextuelle et interculturelle du Coran dans l'optique d'un rapprochement entre les différents monothéismes.

## Publications
Ouvrages
- Les Chiites, Brépols, 1998
- La Conception originelle : Ses interprétations et fonctions chez les penseurs musulmans, Institut français d'archéologie orientale, 2000
- L’Orient chrétien dans l’Empire musulman (Hommage à Gérard Troupeau), ouvrage collectif sous la direction de Marie-Thérèse Urvoy &  Geneviève Gobillot, coll. « Studia Arabica », Vol. III, Éditions de Paris, Paris, 2005
- Pluralisme religieux : quelle âme pour l'Europe ?  (avec Heinz-Otto Luthe et Marie-Thérèse Urvoy), coll. « Studia Arabica », Éditions de Paris, Paris, 2007
- Exégèse et critique des textes sacrés : judaïsme, christianisme, islam hier et aujourd'hui (avec Danielle Delmaire, Yohanan Lambert et Bernard Barc), Librairie orientaliste Paul Geuthner, 2007
- Le Coran (avec Michel Cuypers), Paris, éd. du Cavalier bleu, coll. « Idées reçues », 2007
- Islam et Coran : Idées reçues sur l'histoire, les textes et les pratiques d'un milliard et demi de musulmans (avec Paul Balta et Michel Cuypers), éd. du Cavalier bleu, 2011
- Idées reçues sur le Coran : entre tradition islamique et lecture moderne  (avec Michel Cuypers), éd. du Cavalier bleu, 2014

Contributions, préfaces et articles
- Introduction et présentation de Les Calendriers et leurs implications culturelles, ELAH, 2002
- « La Bible vue par le Coran », in Chrétiens face à l’islam. Premiers temps, premières controverses, Bayard, 2009, p. 139-169
- Édition et préface de Monde de l’Islam et Occident. Les voies de l’interculturalité, éd. E. M. E., coll. « Transversales philosophiques », 2011
- « La Bible relue par le Coran », , 19 décembre 2007, article de Geneviève Gobillot dans L'Express

Traductions
- Al-Hakim al-Tirmidhi, Le Livre de la profondeur des choses, 306 p., Presses universitaires du Septentrion, coll. « Racines et modèles », 1998
- Al-Hakim al-Tirmidhi, Le Livre des nuances, Ou de l'impossibilité de la synonymie, 570 p., Librairie orientaliste Paul Geuthner, 2006